# Talnach
Talnach (russisch Талнах) ist eine ehemals selbständige Stadt und heutiger Stadtbezirk von Norilsk mit 47.307 Einwohnern (Stand 14. Oktober 2010) im Norden der Region Krasnojarsk in Russland.

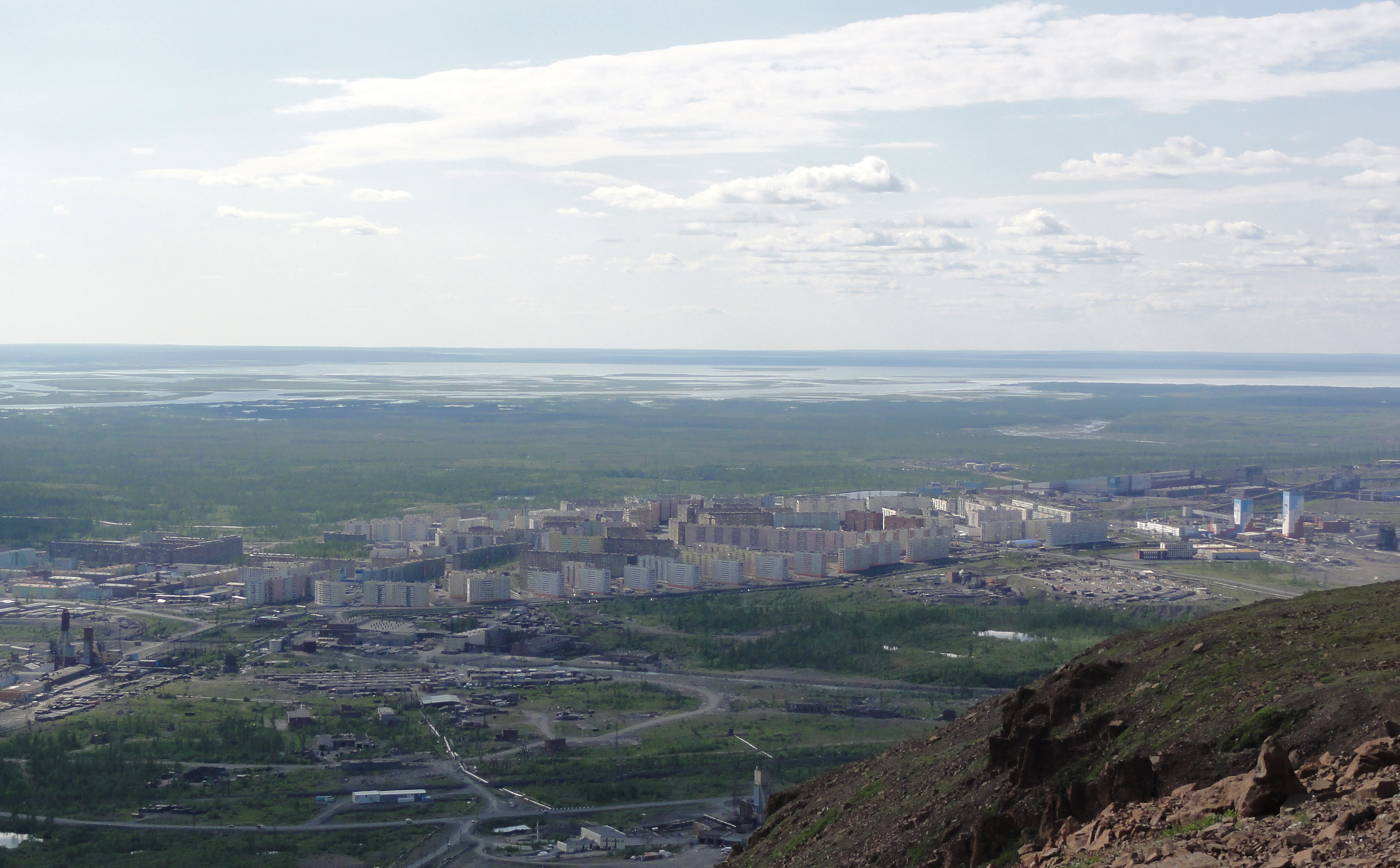
Panorama vom Putorana-Gebirge auf Talnach

Stadtrechte erhielt Talnach im November 1982. 2004 wurde es zusammen mit Kajerkan nach Norilsk eingemeindet. Talnach liegt ca. 25 km nordöstlich des Zentrums von Norilsk und ist mit diesem durch eine Straße verbunden. Die Einwohner Talnachs können auch den Flughafen Alykel benutzen, der sich etwa 40 km westlich von Norilsk befindet.
Bei einer Expedition 1920 wurden in der Region des späteren Talnach Steinkohle und Schwefel entdeckt, später fand man Kupfer und Nickel. Die Sowjetunion trieb den Abbau der Rohstoffe ohne Rücksicht auf die Umwelt voran. Dazu schuf man mit die größten Stollen- und Minensysteme der Welt. Zweckmäßige Industriebauten trugen zum tristen Eindruck einer Stadt bei, die sich nur langsam von den Sünden früherer Jahre erholt. Dennoch wurden gerade in den 1970er und 1980er Jahren viele Menschen dort zur Arbeit eingesetzt (siehe Bevölkerungsentwicklung). Seit dem Zerfall des Sowjetreiches ist die Einwohnerzahl leicht rückläufig, der Rohstoffabbau aber nach wie vor die einzige Erwerbsquelle.

## Bevölkerungsentwicklung
| Jahr | Einwohner |
| ---- | --------- |
| 1965 | 5.000     |
| 1970 | 9.286     |
| 1979 | 33.410    |
| 1989 | 62.849    |
| 2002 | 58.654    |
| 2010 | 47.307    |

Anmerkung: ab 1970 Volkszählungsdaten